# Paul Gautsch von Frankenthurn
Paul Gautsch von Frankenthurn (Döbling, 26 febbraio 1851 – Vienna, 28 aprile 1918) è stato un politico e nobile austriaco.

## Biografia
Paul Gautsch nacque a Döbling (sobborgo di Vienna, incorporato nella capitale nel 1892), figlio di un impiegato nel servizio civile dello stato. Frequentò il Theresianum e poi l'Università di Vienna ove si iscrisse al corso di giurisprudenza, laureandosi col massimo dei voti ed entrando nel ministero dell'educazione austriaco.
Nel 1881 divenne preside del liceo Theresianum. Il 5 novembre 1885 l'imperatore Francesco Giuseppe d'Austria lo nominò ministro dell'educazione nel secondo gabinetto del presidente Eduard Taaffe, incarico che mantenne sino alla caduta del governo Taaffe nel 1893. Ottenuto il rango di barone nel 1890, fu nuovamente ministro dell'educazione nel governo del conte Kasimir Felix von Badeni tra il 1895 ed il 1897.
Dopo le dimissioni di Badeni nel bel mezzo della crisi linguistica tra germanofoni e boemi, Gautsch venne nominato primo ministro il 30 novembre 1897. Venne ritardato dal convocare il parlamento a causa dello stato d'emergenza che continuava a permanere a Praga e governo perlopiù con decreti emergenziali. I suoi tentativi di risolvere il conflitto attenuando le ordinanze linguistiche imposte da Badeni fallì e Gautsch dovette dimettersi già il 5 marzo 1898, dopo appena tre mesi dall'inizio del suo incarico. Le ordinanze di Badeni vennero infine revocate in toto dal ministro Manfred von Clary-Aldringen nell'ottobre del 1899, anche se la disputa linguistica interna all'impero rimase.
Dopo la sua dimissione, Gautsch ebbe altri incarichi minori, ma il 1º gennaio 1905 venne richiamato alla presidenza. Ad ogni modo, anche questo suo secondo incarico ebbe breve durata: preparando la strada al suffragio universale maschile all'interno dell'impero incontrò la resistenza del parlamento austriaco e dovette nuovamente dimettersi il 1º maggio 1906. Fu il suo successore, il barone Max Wladimir von Beck a implementare la riforma elettorale nel dicembre di quello stesso anno.
Gautsch tornò ai suoi incarichi minori e venne chiamato una terza volta alla carica di primo ministro il 28 giugno 1911, nuovamente in un periodo tumultuoso per la politica dell'impero dopo la legislazione del suo predecessore, il conte Richard von Bienerth-Schmerling che aveva perso la maggioranza al parlamento. Dopo violenti scontri a Vienna e l'aumento dei prezzi nel settembre di quello stesso anno, Gautsch dovette dimettersi il 3 novembre successivo. Venne succeduto da Karl von Stürgkh che mantenne invece la carica per i cinque anni successivi, portando l'Austria nella prima guerra mondiale.
Gautsch rimase politicamente attivo come membro della camera dei signori del parlamento austriaco e come confidente personale dell'imperatore. Morì nella primavera del 1918, alcuni mesi prima della dissoluzione della monarchia asburgica.
Nel 1908, gli venne dedicata la nave passeggeri SS Baron Gautsch; il vascello venne affondato nei primi giorni della grande guerra il 13 agosto 1914 quando rimase colpito in un campo minato lungo la costa istriana. 147 persone persero la vita nell'incidente.